# Autostrada A10 (Włochy)
Autostrada A10 (Autostrada Kwiatów) (wł. Autostrada dei Fiori lub AutoFiori) – płatna autostrada w północnych Włoszech (Liguria) długości 158,1 km, biegnąca wzdłuż wybrzeża Morza Liguryjskiego, od Genui, przez okolice Savony, Imperii i San Remo do granicy francusko-włoskiej nieopodal Ventimiglii.

## Trasy europejskie
A10 znajduje się w ciągu trzech tras europejskich: E80 (cały odcinek drogi), E25 (11-kilometrowy fragment na wysokości Genui) oraz E74 (6-kilometrowy odcinek przygraniczny). Do momentu reformy sieci numeracji arterii europejskich w latach 80. stanowiła na całej długości fragment przebiegu arterii E1 oraz E21 na odcinku A6 – Genua.

## Historia i opis
Pierwszy fragment autostrady A10 (Genua – Savona) został oddany do ruchu 5 września 1967 (jego zarządcą jest największy operator włoskich autostrad spółka Autostrade per l’Italia), zaś drugi (z Savony do Ventimiglii) – 6 listopada 1971 (zarządza nim spółka Autostrada dei Fiori). Obydwa odcinki były już kilkukrotnie remontowane.
Biegnąca zboczami Alp Nadmorskich arteria posiada szereg obiektów inżynieryjnych: 67 tuneli i 90 wiaduktów. Na odcinku od Genui do Albisoli zlikwidowano obydwa pasy awaryjne, tworząc zamiast nich po trzecim pasie ruchu na każdej z jezdni, zawężając przez to ich szerokość poniżej ustawowych 3,75 m (dlatego obowiązują na nim miejscowe ograniczenia prędkości do 80 km/h).
Na autostradzie wybudowano 22 węzły drogowe oraz 8 miejsc obsługi podróżnych. Przejazd jest płatny (w tzw. „systemie zamkniętym”) i należy do najwyższych we Włoszech.
14 sierpnia 2018 doszło do zawalenia się 100-metrowego odcinku wiaduktu Ponte Morandi, które spowodowało śmierć 43 osób.
5 sierpnia 2020 roku oddano nowy wiadukt na miejsce starego.